# Olejníkov
Olejníkov (bis 1927 slowakisch „Olejníkuv“; deutsch Holenitz, ungarisch Olajpatak – bis 1907 Olejnok) ist eine Gemeinde im Osten der Slowakei mit 675 Einwohnern (Stand 31. Dezember 2024). Sie gehört zum Okres Sabinov, einem Kreis des Prešovský kraj, sowie zur traditionellen Landschaft Šariš.

## Geographie

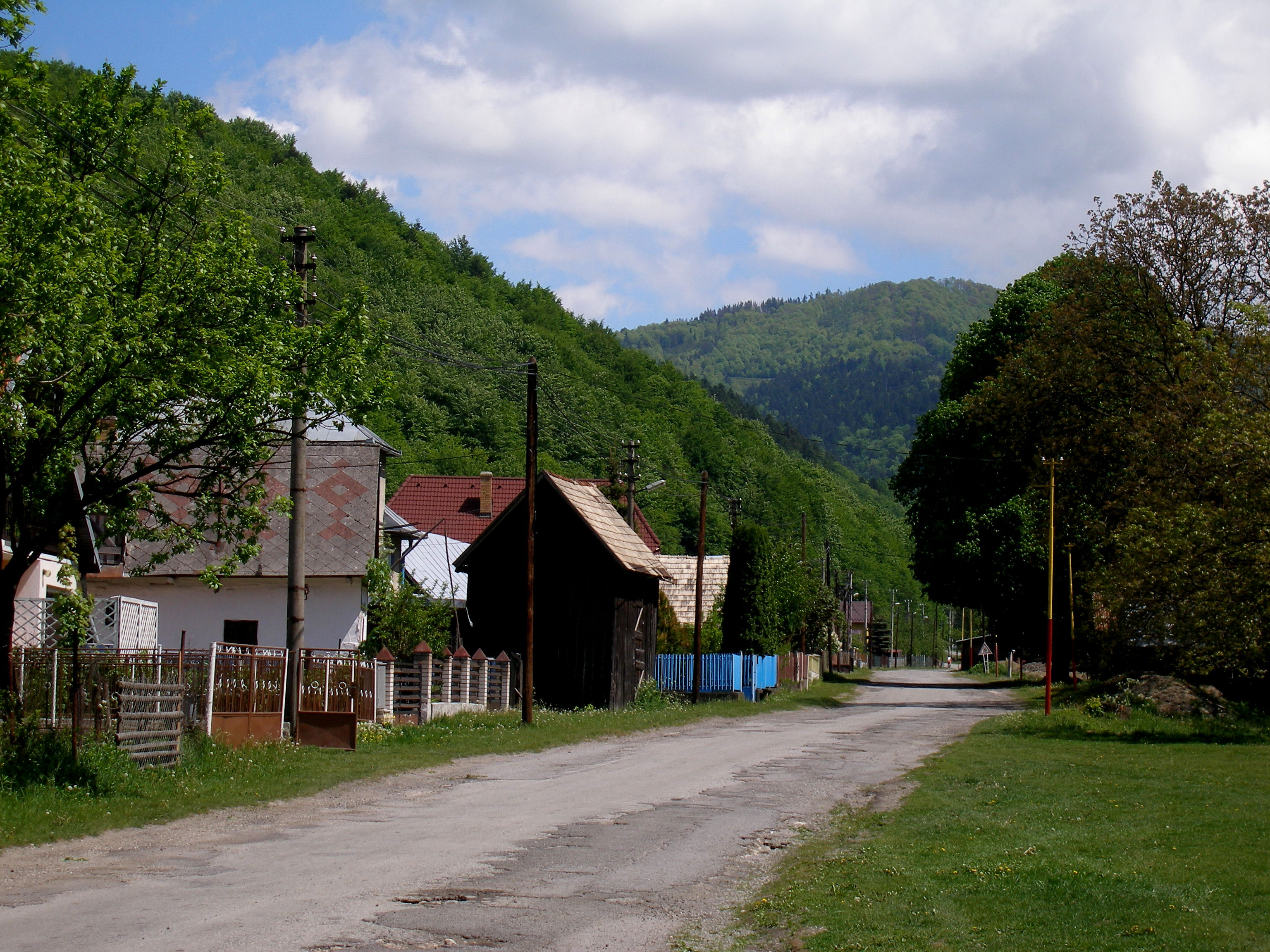
Olejníkov

Die Gemeinde befindet sich innerhalb des Gebirges Čergov am Oberlauf des Baches Ľutinka im Einzugsgebiet der Torysa. Das Gemeindegebiet ist stark bewaldet und recht gebirgig. Der höchste Punkt ist der Berg Veľká Javorina mit 1098 m n.m. Das Ortszentrum liegt auf einer Höhe von 484 m n.m. und ist 12,5 Kilometer von Sabinov entfernt.
Zur Gemeinde gehörten auch Siedlungen Ambrušovce, Baranie und Majdan, wobei die ersten zwei im Wesentlichen nur noch aus Wochenendhäusern bestehen.
Nachbargemeinden sind Livov im Norden, Kríže im Nordosten, Hertník und Terňa im Osten, Bodovce, Šarišské Sokolovce und Drienica im Südosten, Červená Voda und Jakovany im Süden, Ľutina im Südwesten, Hanigovce im Westen und Livovská Huta im Nordwesten.

## Geschichte

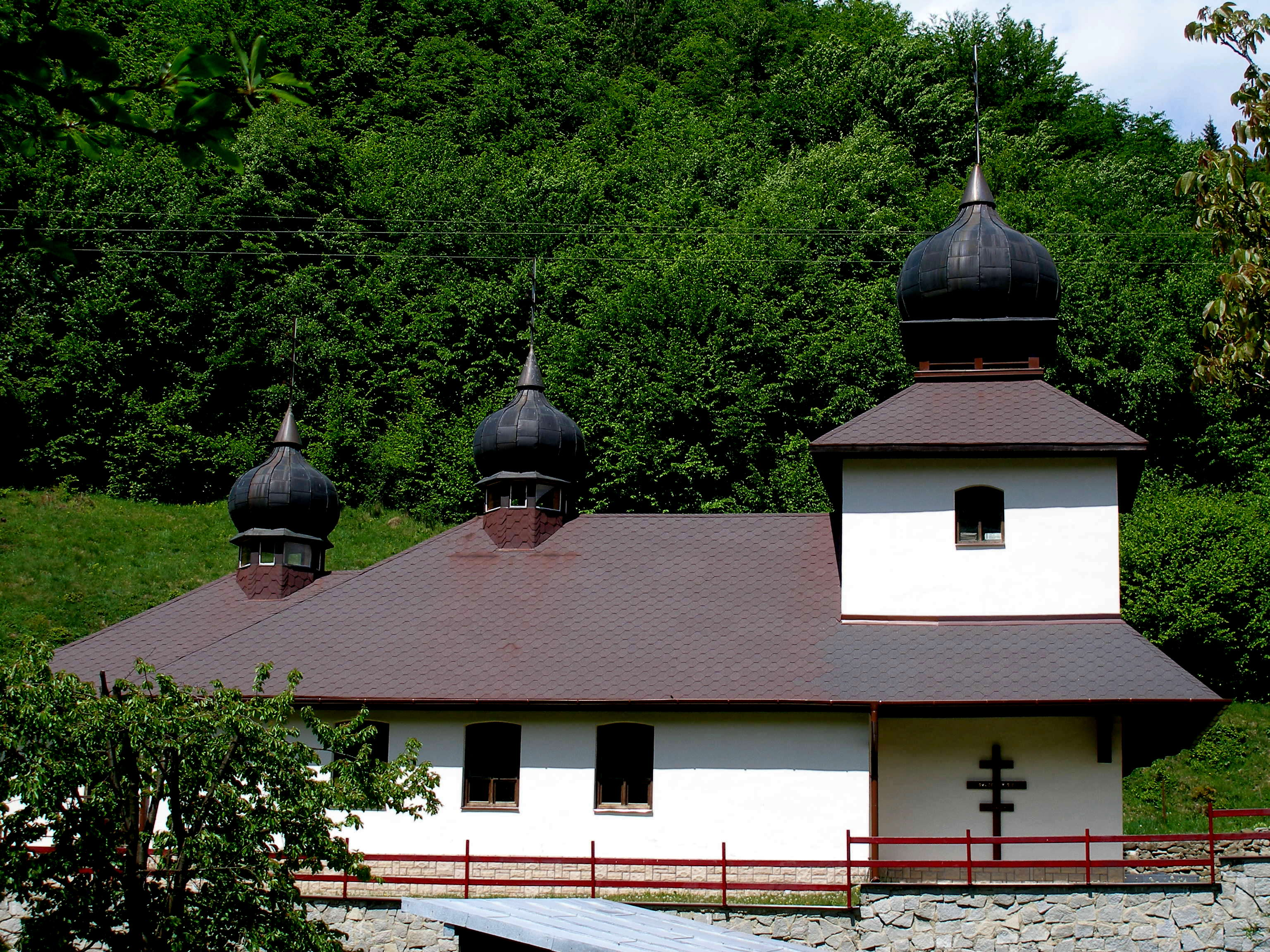
Moderne griechisch-katholische Kirche

Olejníkov wurde zum ersten Mal 1454 als Olaypathak schriftlich erwähnt und war zuerst Besitz des Geschlechts Perényi, ab dem 16. Jahrhundert den Geschlechtern Péchy und Tarczay. 1828 zählte man 46 Häuser und 359 Einwohner, die als Landwirte, Schindler, Waldarbeiter und Hersteller von Holzgeschirr beschäftigt waren. Zudem gab es im frühen 19. Jahrhundert eine Papierfabrik im Ort.
Bis 1918 gehörte der im Komitat Scharosch liegende Ort zum Königreich Ungarn und kam danach zur Tschechoslowakei und liegt heute in der Slowakei.

## Bevölkerung
| Jahr                | 1994 | 2004     | 2014     | 2024     |
| ------------------- | ---- | -------- | -------- | -------- |
| Anzahl der Personen | 277  | 357      | 454      | 675      |
| Unterschied         |      | +28,88 % | +27,17 % | +48,67 % |

| Jahr                | 2023 | 2024    |
| ------------------- | ---- | ------- |
| Anzahl der Personen | 642  | 675     |
| Unterschied         |      | +5,14 % |

Nach der Volkszählung 2011 wohnten in Olejníkov 414 Einwohner, davon 221 Slowaken, 172 Roma, zwei Tschechen sowie jeweils ein Russine und Ukrainer. 17 Einwohner machten keine Angabe zur Ethnie.
332 Einwohner zur griechisch-katholischen Kirche, 48 Einwohner zur römisch-katholischen Kirche und ein Einwohner zur Evangelischen Kirche A. B. 13 Einwohner waren konfessionslos und bei 19 Einwohnern wurde die Konfession nicht ermittelt.